# Просвещённая Армения
Просвещённая Армения (арм. Լուսավոր Հայաստան) — классическая либеральная политическая партия в Армении, основанная 12 декабря 2015 года.

## История
На парламентских выборах 2017 года и выборах в городской совет Еревана 2017 года партия приняла участие в выборах в составе альянса «Елк», получив несколько мест.
На выборах в городской совет Еревана в 2018 году партия баллотировалась в составе альянса «Луйс». Альянс получил три места в городском совете Еревана, два места достались «Просвещенной Армении» и одно место партии «Республика».
После досрочных парламентских выборов 2018 года «Просвещенная Армения» стала третьей по величине партией в Национальном собрании и одной из двух официальных оппозиционных партий, второй — «Процветающая Армения».
В мае 2021 года партия подтвердила свое участие в досрочных парламентских выборах 2021 года. После выборов партия набрала всего 1,2% голосов избирателей, потеряв все политическое представительство в Национальном собрании. В настоящее время партия действует как внепарламентская сила.

## Политическая позиция
«Просвещённая Армения» — либеральная, проевропейская политическая партия. Лидер партии — Эдмон Марукян выступает за строгое соблюдение норм права и повышение уровня сотрудничества с Европейским Союзом, вплоть до вступления Армении в ЕС.
А также за выход Армении из ОДКБ и ЕАЭС.  Члены партии также выступают за безвизовый въезд граждан Армении в Шенгенскую зону ЕС. Партия выступает против нынешнего членства Армении в Евразийском экономическом союзе и считает, что Армения должна выйти из своего членства и начать переговоры о Соглашении об ассоциации и Углубленной и всеобъемлющей зоне свободной торговли с Европейским союзом. «Просвещённая Армения» поддерживает полноправное членство Армении в ЕС и желает безотлагательно начать первые шаги переговоров о вступлении.
В манифесте партии говорится: «Армения должна проявлять инициативу в общеевропейских процессах и структурах, представляя себя подлинным носителем ценностей европейской цивилизации и демократии».
Несмотря на проевропейскую ориентацию партии, «Просвещенная Армения» также верит в сохранение позитивного сотрудничества с Россией и обеспечение того, чтобы интересы Армении не были скомпрометированы в пользу других стран.

## Совет партии
Совет партии состоит из 12 членов.
- Эдмон Марукян
- Геворг Горгисян
- Давид Хажакян
- Ани Самсонян
- Армен Егиазарян
- Григорий Дохоян
- Карен Симонян
- Србуи Григорян
- Арен Петунц
- Карине Гукасян
- Степан Степанян
- Геворг Нерсесян
- Анжела Хачатрян
- Арарат Степанян
- Норайр Карапетян
- Аршавир Хачатрян
- Игорь Авакян.

## Выборы

### Парламентские выборы
Лидер партии Эдмон Марукян, был избран как независимый депутат Национального Собрания Армении на парламентских выборах 2012 года.
На парламентских выборах 2017 партия принимала участие в рамках альянса Елк, который набрал несколько мест.
На парламентских выборах 2018 года партия участвовала отдельно и по результатам сформировала третью по численности фракцию.
| Выборы | Предвыборный альянс           | Голосов | %    | Мест по результатам выборов | +/–  | Положение | Отношение              |
| ------ | ----------------------------- | ------- | ---- | --------------------------- | ---- | --------- | ---------------------- |
| 2017   | в составе альянса Елк (Выход) | 122,049 | 7.78 | 9 из 105                    | ▬    | ▬ 3-й     | Оппозиция(2017–2018)   |
| 2017   | в составе альянса Елк (Выход) | 122,049 | 7.78 | 9 из 105                    | ▬    | ▬ 3-й     | Правительство (2018)   |
| 2018   | нет                           | 80,024  | 6.37 | 18 из 132                   | ▲ 15 | ▬ 3-й     | Оппозиция (после 2018) |

### Местные выборы

#### Выборы в Совет старейшин Еревана
На выборы 2017 года партия принимала участие в рамках альянса Елк, который набрал несколько мест.
В муниципальных выборах 2018 года в Ереване партия участвовала в составе альянса "Луйс", который получил три места. Из них Просвещённая Армения получила два мандата, а третий достался партии «Республика».
| Выборы | Альянс                        | Кандидат в мэры | Голоса | %    | Места в горсовете | +/–  | Позиция |
| ------ | ----------------------------- | --------------- | ------ | ---- | ----------------- | ---- | ------- |
| 2017   | в составе альянса Елк (Выход) | Никол Пашинян   | 70,730 | 21   | 14 из 65          | ▬    | ▬ 2nd   |
| 2018   | в составе альянса Луйс (Свет) | Зейналян        | 18,114 | 4.99 | 3 из 65           | ▼ 11 | ▼ 3rd   |